# Jack Adams Award

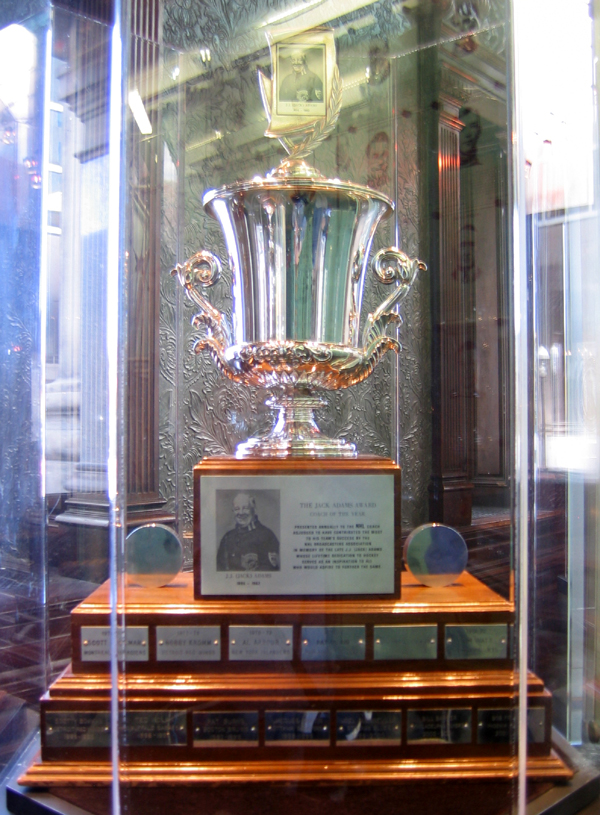
Der Jack Adams Award in der Hockey Hall of Fame in Toronto

Der Jack Adams Award ist eine Eishockey-Trophäe. Sie wird jährlich an denjenigen Trainer in der National Hockey League verliehen, der am meisten zum Erfolg seines Teams beigetragen hat. Der Gewinner wird aufgrund einer Umfrage durch die National Hockey League Broadcasters' Association am Ende der regulären Saison verliehen.
Die Trophäe wurde nach Jack Adams, dem ehemaligen Trainer und Manager der Detroit Red Wings benannt.
Erstmals wurde die Ehrung 1974 vergeben. Bisher konnten sechs Trainer die Trophäe mit verschiedenen Mannschaften gewinnen: Pat Burns (1989 – Montréal Canadiens, 1993 – Toronto Maple Leafs und 1998 – Boston Bruins), Jacques Lemaire (1994 – New Jersey Devils und 2003 – Minnesota Wild), Pat Quinn (1980 – Philadelphia Flyers und 1992 – Vancouver Canucks), Scotty Bowman (1977 – Montréal Canadiens und 1996 – Detroit Red Wings), John Tortorella (2004 – Tampa Bay Lightning und 2017 – Columbus Blue Jackets) und Barry Trotz (2016 – Washington Capitals und 2019 – New York Islanders).

## Jack-Adams-Award-Gewinner
| Jahr | Trainer               | Team                  |
| ---- | --------------------- | --------------------- |
| 1974 | Fred Shero            | Philadelphia Flyers   |
| 1975 | Bob Pulford           | Los Angeles Kings     |
| 1976 | Don Cherry            | Boston Bruins         |
| 1977 | Scotty Bowman         | Montréal Canadiens    |
| 1978 | Bobby Kromm           | Detroit Red Wings     |
| 1979 | Al Arbour             | New York Islanders    |
| 1980 | Pat Quinn             | Philadelphia Flyers   |
| 1981 | Gordon „Red“ Berenson | St. Louis Blues       |
| 1982 | Tom Watt              | Winnipeg Jets         |
| 1983 | Orval Tessier         | Chicago Blackhawks    |
| 1984 | Bryan Murray          | Washington Capitals   |
| 1985 | Mike Keenan           | Philadelphia Flyers   |
| 1986 | Glen Sather           | Edmonton Oilers       |
| 1987 | Jacques Demers        | Detroit Red Wings     |
| 1988 | Jacques Demers        | Detroit Red Wings     |
| 1989 | Pat Burns             | Montréal Canadiens    |
| 1990 | Bob Murdoch           | Winnipeg Jets         |
| 1991 | Brian Sutter          | St. Louis Blues       |
| 1992 | Pat Quinn             | Vancouver Canucks     |
| 1993 | Pat Burns             | Toronto Maple Leafs   |
| 1994 | Jacques Lemaire       | New Jersey Devils     |
| 1995 | Marc Crawford         | Québec Nordiques      |
| 1996 | Scotty Bowman         | Detroit Red Wings     |
| 1997 | Ted Nolan             | Buffalo Sabres        |
| 1998 | Pat Burns             | Boston Bruins         |
| 1999 | Jacques Martin        | Ottawa Senators       |
| 2000 | Joel Quenneville      | St. Louis Blues       |
| 2001 | Bill Barber           | Philadelphia Flyers   |
| 2002 | Bob Francis           | Phoenix Coyotes       |
| 2003 | Jacques Lemaire       | Minnesota Wild        |
| 2004 | John Tortorella       | Tampa Bay Lightning   |
| 2005 | Saison wurde abgesagt | Saison wurde abgesagt |
| 2006 | Lindy Ruff            | Buffalo Sabres        |
| 2007 | Alain Vigneault       | Vancouver Canucks     |
| 2008 | Bruce Boudreau        | Washington Capitals   |
| 2009 | Claude Julien         | Boston Bruins         |
| 2010 | Dave Tippett          | Phoenix Coyotes       |
| 2011 | Dan Bylsma            | Pittsburgh Penguins   |
| 2012 | Ken Hitchcock         | St. Louis Blues       |
| 2013 | Paul MacLean          | Ottawa Senators       |
| 2014 | Patrick Roy           | Colorado Avalanche    |
| 2015 | Bob Hartley           | Calgary Flames        |
| 2016 | Barry Trotz           | Washington Capitals   |
| 2017 | John Tortorella       | Columbus Blue Jackets |
| 2018 | Gerard Gallant        | Vegas Golden Knights  |
| 2019 | Barry Trotz           | New York Islanders    |
| 2020 | Bruce Cassidy         | Boston Bruins         |
| 2021 | Rod Brind’Amour       | Carolina Hurricanes   |
| 2022 | Darryl Sutter         | Calgary Flames        |
| 2023 | Jim Montgomery        | Boston Bruins         |
| 2024 | Rick Tocchet          | Vancouver Canucks     |
| 2025 | Spencer Carbery       | Washington Capitals   |